# Кунин (Львівський район)
Куни́н (Кунинів)— село у Львівському районі Львівської області. Орган місцевого самоврядування - Добросинсько-Магерівська сільська рада.

## Історія
Невелика дерев'яна церква Святої Трійці була побудована у 1547-у році.

Пам'ятник Богданові Хмельницькому (1966)